# Lycée réel de Tampere
Le lycée réel de Tampere (finnois : Tampereen lyseon lukio) est un bâtiment situé dans le quartier de Kaakinmaa à Tampere en Finlande.

## Histoire
L'édifice, conçu par Johan Jacob Ahrenberg, est construit pour le lycée réel de Tampere.
Par la suite, il accueillera le lycée mixte de Tampere puis le lycée de Tampere II,.
Dans les années 1980, il abrite l’institut de formation des maîtres de jardins d'enfants qui deviendra le département de l'éducation de la petite enfance de l'université de Tampere.
De nos jours, le bâtiment est une annexe du lycée mixte de Tampere,,,.
Le lycée réel est l'un des nombreux bâtiments précieux entourant le parc de l'église de Pyynikki.
Le bâtiment est protégé par un décret du gouvernement de 1993.

## Anciens élèves
Plusieurs personnalités ont fréquenté le lycée, notamment Eliel Saarinen, Frans Emil Sillanpää et Arvo Ylppö.

## Architecture
Le bâtiment de deux étages est de style néo-Renaissance. 
La façade principale symétrique est située du côté du parc de l'église de Pyynikki.
Au niveau de l'entrée, se trouve un avant-corps avec des pilastres et de grandes fenêtres cintrées.
Derrière les fenêtres cintrées, il avait autrefois une salle de fêtes et un gymnase.
Une nouvelle salle est construite en 1939 dans une extension du bâtiment conçue par l'architecte Bertel Strömmer,,.